# Hôtel des Mille Collines

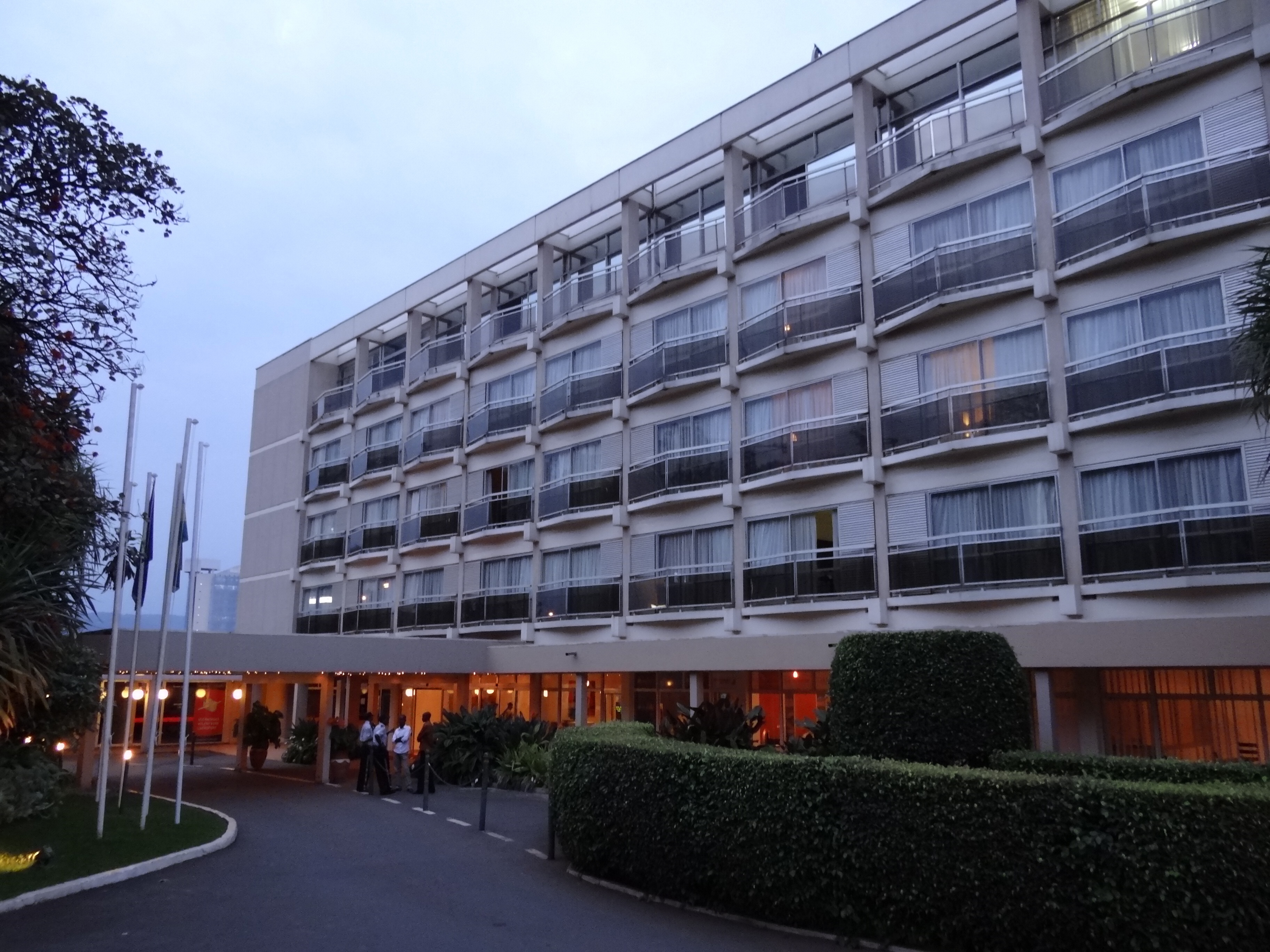

Hôtel des Mille Collines är ett belgiskt lyxhotell i Kigali, huvudstaden i Rwanda. Under folkmordet i Rwanda fungerade hotellet som flyktingläger för mer än 1200 personer. Hotellchefen Paul Rusesabaginas historia har filmatiserats i Hotell Rwanda. Filmen spelades dock in i Sydafrika.